# Stacy Hogue
Pour les articles homonymes, voir Hogue.
Stacy Hogue, née le 28 septembre 1977 à Fort Worth est une actrice américaine.

## Biographie
Elle est née le 28 septembre 1977 à Fort Worth au Texas. Elle débute au cinéma en 1996.  